# Próféta voltál szívem
A Próféta voltál szívem 1968-ban bemutatott magyar filmdráma, melyet Zolnay Pál rendezett Somogyi Tóth Sándor azonos című írásából; a főbb szerepeket Darvas Iván és Berek Kati játszották.

## Cselekmény
Szabados Gábor a „fényes szelek” nemzedékének népszerű újságírója, de lassanként meghasonlik önmagával és azokkal az elvárásokkal, amiknek meg kell felelnie. Eljön az a nap is, amikor elhagyja a felesége, illetve az is, amikor végérvényesen összeütközésbe kerül a főszerkesztőjével. Hogy úrrá legyen a depresszióján, gyógyszert kezd szedni, de kórházba kerül. Ott idézi fel a közelmúlt történéseit: azokat az időket, amikor még boldog pillanatokat éltek feleségével, a konfliktust, és azokat a nőket, akiktől a búfelejtést remélte, de akik mellett minden problémája megmaradt.

## Közreműködők

### Szereplők
- Darvas Iván – Szabados Gábor, újságíró
- Berek Kati – Kriszta, Szabados felesége
- ifj. Korga György – Szabados Gabika
- Tordai Teri – Lívia
- Drahota Andrea – Dusa
- Almássy Éva – Szidi
- Horváth Sándor – Kúnszabó, főszerkesztő
- Mensáros László – Farkas Gedeon
- Keres Emil – Kenderessy Géza, karmester
- Tahi Tóth László –
- Szabó Tünde  Jutka
- Koltai János – Máté Albert
- Parragi Mária – Szőke nő
- Szirtes Ádám – Diósy
- Bánhidy László – Sörös bácsi
- Dallos Szilvia – ápolónő
- Kertész Lilla –
- Márky Géza –

### Alkotók
- Rendező: Zolnay Pál
- Író: Somogyi Tóth Sándor
- Forgatókönyvíró: Zolnay Pál, Szécsényi Ferenc
- Zeneszerző: Durkó Zsolt
- Operatőr: Szécsényi Ferenc
- Vágó: Szécsényi Ferencné

## Kritikák, ismertetések a filmről
- Sándor Iván: Új magyar film: Próféta voltál szívem Film Színház Muzsika, 12. évfolyam, 42. szám (1968. október 19.), 6-7. oldal; online hozzáférés: 2025. február 14.
- B. Nagy László: Pörben a „prófétával” Élet és Irodalom, 12. évfolyam, 43. szám (1968. október 26.), 9. oldal; online hozzáférés: 2025. február 14.
- Illés Jenő: Próféta voltál szívem Filmvilág, 11. évfolyam, 21. szám (1968. november 1.), 9-11. oldal; online hozzáférés: 2025. február 14.
- Miskolczi Miklós: Dunaújvárosi bemutató előtt: Próféta voltál szívem Dunaújvárosi Hírlap, 13. évfolyam, 85. szám (1968. október 22.), 2. oldal; online hozzáférés: 2025. február 14.
- Gombkötő Gábor: Próféta voltál szívem Dolgozók Lapja, 23. évfolyam, 253. szám (1968. október 27.), 5. oldal; online hozzáférés: 2025. február 14.